# Leptomys
Leptomys és un gènere de rosegadors de la subfamília dels murins, que viu a Nova Guinea. Es considera part dels gèneres endèmics més antics de Nova Guinea, és a dir, va formar part de la primera onada de murins que va colonitzar l'illa.

## Taxonomia
- Hi ha cinc espècies reconegudes:[2]
- Leptomys arfakensis
- Leptomys elegans
- Leptomys ernstmayri
- Leptomys paulus
- Leptomys signatus